# BYD Sea Lion 07
BYD Sea Lion 07 – elektryczny samochód osobowy typu crossover klasy średniej produkowany pod chińską marką BYD od 2023 roku.

## Historia i opis modelu

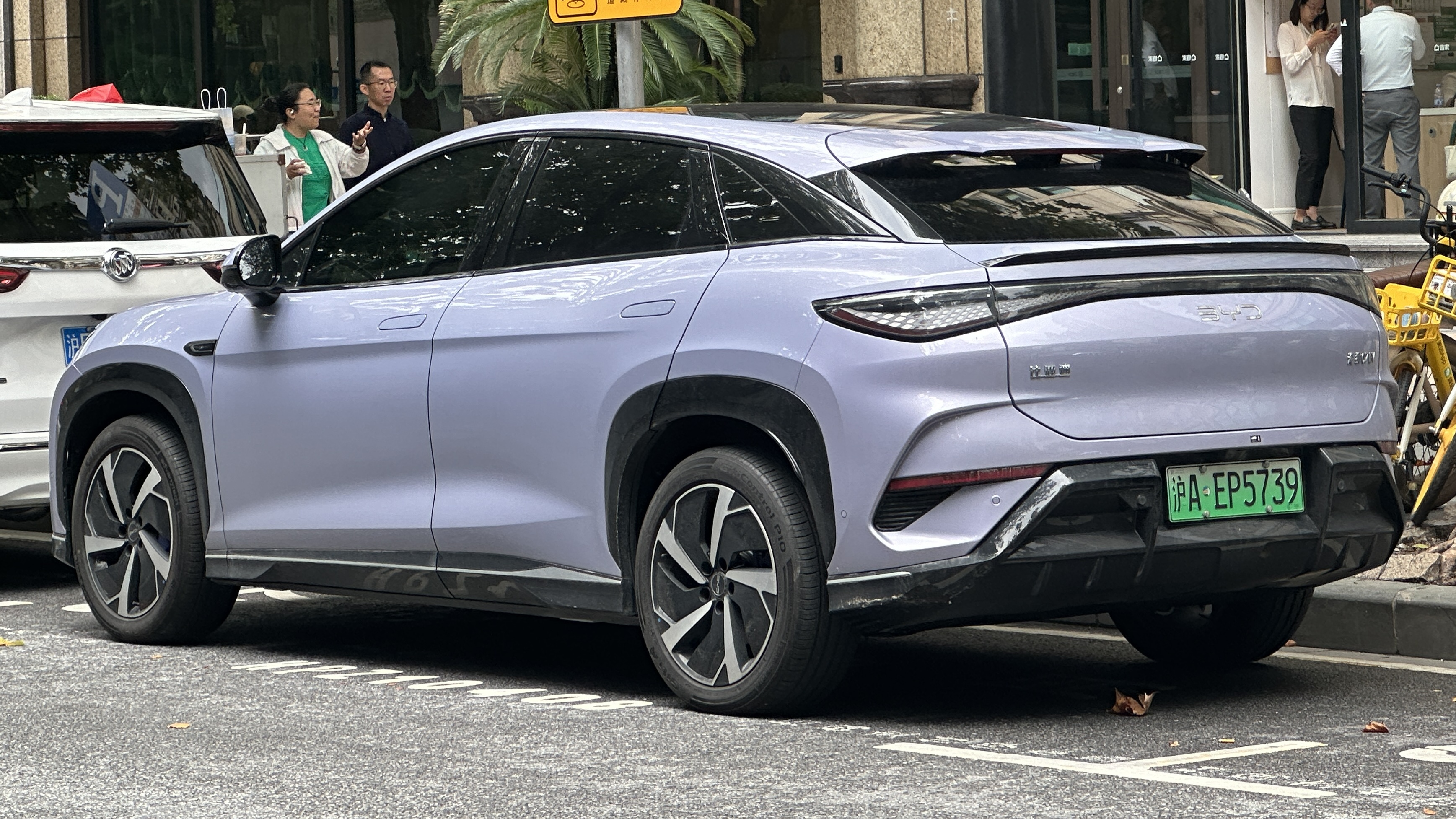
BYD Sea Lion 07 - tył

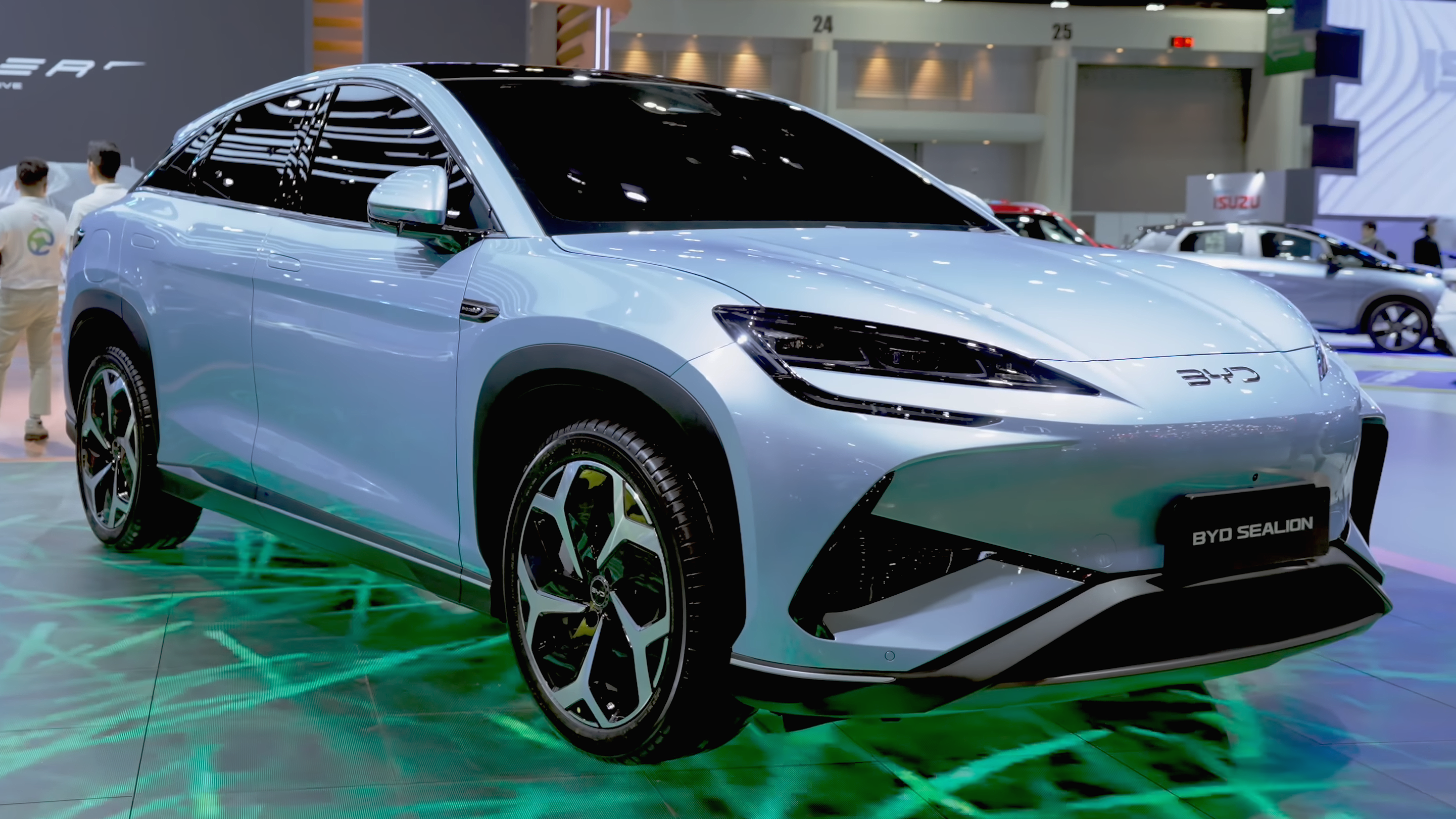
globalny BYD Sealion

W listopadzie 2023 podczas targów samochodowych Guangzhou Auto Show chiński BYD przedstawił kolejny model tworzący obszerne portfolio nowej generacji elektrycznych samochodów w ramach linii "Ocean Series". Samochód upodobniono do w ten sposób do pierwszego w tej linii Seala, wyróżniając się sylwetką bogatą w łuki oraz przetłoczenia, w projekcie autorstwa głównego stylisty firmy, Wolfganga Eggera. Za płytę podłogową wykorzystano e-platform 3.0 wykorzystujące technologię mocowania ogniw baterii prosto do szkieletu pojazdu.
Reflektory zyskały kształt spłaszczonej litery "C", z kolei tylną część nadwozia zdominowały obszerne lampy w łezkowatej postaci. Łagodnie opadająca linia dachu w stylu SUV-ów Coupe została wzbogacona szeroką listwą optycznie obniżającą masywną sylwetkę pojazdu. Linię nadwozia wysmukliły ponadto chowane klamki i wysoko poprowadzona krawędź szyb.
Dopiero pół roku po premierze Sea Liona 07, w kwietniu 2024, przedstawiony został wygląd kabiny pasażerskiej. Została utrzymana w typowej dla debiutujących równolegle innych modeli z serii "Ocean Series", z masywną konsolą centralną zdominowaną przez centralny, dotykowy ekran systemu multimedialnego o przekątnej 15,6 cala. Doświetlenie wnętrza zapewnił szklany dach, a okolice przełącznika trybów jazdy na tunelu środkowym wzbogacił panel fizycznych przycisków.

### Sprzedaż
BYD Sea Lion 07 powstał głównie z myślą o wewnętrznym rynku chińskim, stanowiąc odpowiedź na Teslę Model Y i kształtując cennik jako konkurencyjny wobec tego modelu, z tańszym podstawowym wariantem. W marcu 2024 przedstawiona została z kolei globalna wersja pod nazwą BYD Sealion 7, która miała swoją premierę podczas targów samochodowych w tajskim Bangkoku. W październiku tego samego roku pod taką samą nazwą zaprezentowany został wariant europejski, tuż po debiucie trafiając tam do sprzedaży.

### Dane techniczne
Sea Lion 07 został samochodem w pełni elektrycznym, wyposażonym w dwa warianty: tylnonapędowy z jednym silnikiem lub AWD z dwiema jednostkami. Pierwsze dwa podstawowe warianty rozwijają kolejno 228 KM i 308 KM, z kolei topowy z napędem na obie osie wygenerował łączną moc 523 KM.